# Selección de fútbol sub-15 de Venezuela
La selección de fútbol sub-15 de Venezuela es el equipo representativo del país en las competiciones oficiales de fútbol de su categoría. Su organización está a cargo de la Federación Venezolana de Fútbol, la cual es miembro de la Confederación Sudamericana de Fútbol y de la FIFA.
La selección de fútbol sub-15 de Venezuela participa cada dos años en el Campeonato Sudamericano de Fútbol Sub-15. Su mejor participación en un Sudamericano Sub-15 ha sido en la edición de 2004 cuando llegó a los cuartos de final de dicho torneo.

## Uniforme
- Uniforme titular: Camiseta vinotinto, pantalón vinotinto, medias vinotinto.
- Uniforme alternativo: Camiseta blanca, pantalón blanco, medias blancas.

## Estadísticas

### Juegos Olímpicos de la Juventud
| Año   | Ronda                         | Posición                      | PJ                            | PG                            | PE                            | PP                            | GF                            | GC                            | Goleador                      |
| ----- | ----------------------------- | ----------------------------- | ----------------------------- | ----------------------------- | ----------------------------- | ----------------------------- | ----------------------------- | ----------------------------- | ----------------------------- |
| 2010  | Sin invitación                | Sin invitación                | Sin invitación                | Sin invitación                | Sin invitación                | Sin invitación                | Sin invitación                | Sin invitación                | Sin invitación                |
| 2014  | No clasificó                  | No clasificó                  | No clasificó                  | No clasificó                  | No clasificó                  | No clasificó                  | No clasificó                  | No clasificó                  | No clasificó                  |
| 2018  | No hubo competición de fútbol | No hubo competición de fútbol | No hubo competición de fútbol | No hubo competición de fútbol | No hubo competición de fútbol | No hubo competición de fútbol | No hubo competición de fútbol | No hubo competición de fútbol | No hubo competición de fútbol |
| 2026  | No hubo competición de fútbol | No hubo competición de fútbol | No hubo competición de fútbol | No hubo competición de fútbol | No hubo competición de fútbol | No hubo competición de fútbol | No hubo competición de fútbol | No hubo competición de fútbol | No hubo competición de fútbol |
| Total | 0/2                           | .º                            | '                             | '                             | '                             | '                             | '                             | '                             | -                             |

### Campeonato Sudamericano Sub-15
| Año   | Ronda            | Posición | PJ | PG | PE | PP | GF | GC | Goleador                               |
| ----- | ---------------- | -------- | -- | -- | -- | -- | -- | -- | -------------------------------------- |
| 2004  | Cuartos de final | 8.º      | 4  | 0  | 2  | 2  | 6  | 16 | Colmenares: 2                          |
| 2005  | Primera fase     | 7.°      | 4  | 1  | 1  | 2  | 6  | 8  | Velázquez: 2                           |
| 2007  | Primera fase     | 5.°      | 4  | 2  | 0  | 2  | 7  | 7  | Suárez y Aristeguieta: 2               |
| 2009  | Primera fase     | 10.°     | 4  | 0  | 1  | 3  | 3  | 13 | Arteaga: 2                             |
| 2011  | Primera fase     | 9.°      | 4  | 0  | 1  | 3  | 2  | 9  | Ponce: 2                               |
| 2013  | Primera fase     | 10.°     | 4  | 0  | 0  | 4  | 4  | 14 | Herrera: 2                             |
| 2015  | Primera fase     | 10.°     | 4  | 0  | 0  | 4  | 7  | 14 | Barragán: 5                            |
| 2017  | Primera fase     | 9.°      | 5  | 1  | 2  | 2  | 5  | 7  | Pérez: 2                               |
| 2019  | Primera fase     | 6.°      | 5  | 1  | 3  | 1  | 4  | 4  | Rojas, Granadino, Custodio y Tegues: 1 |
| 2023  | Primera fase     | 6.°      | 4  | 1  | 1  | 2  | 7  | 7  | Sulbarán, Angulo y García: 2           |
| Total | 10/10            | –        | 42 | 6  | 11 | 25 | 51 | 99 | Barragán: 5                            |

## Entrenadores
| - Amleto Bonacorso (2005) - Daniel de Oliveira (2007) - Lino Alonso (2009) - Manuel Correa (2011) - Ceferino Bencomo (2013-2014) - Alessandro Corridore (2014-2015) - Frank Piedrahíta (2016-2019) - Marcelo Lamas (2023-2024) - Oswaldo Vizcarrondo (2025-Act.) |

### Cuerpo técnico
| Puesto                 | Nombre              |
| ---------------------- | ------------------- |
| General gerente        | Luis Gimenez        |
| Seleccionador          | Oswaldo Vizcarrondo |
| Asistente tecnico      | Jedilson Yanez      |
| Asistente técnico      | Mario Rondon        |
| Preparador físico      | Hugo Rodríguez      |
| Preparador de arqueros | Nahuel Vega         |